# Station Antwerpen-Dokken en -Stapelplaatsen
Het station Antwerpen-Dokken en -Stapelplaatsen afgekort in Antwerpen-Dokken of Antwerpen-D.S. te Antwerpen heette tussen 1840 en 1854 station Antwerpen. Hoewel het station oorspronkelijk een reizigersstation moest worden, werd het uiteindelijk op 25 augustus 1840 ingehuldigd als station commerciale van Antwerpen. De eerste locatie van het station was aan de Oude Leeuwenrui, vlak bij de Brouwersvliet en de haveninstallaties. Aftakkingen bedienden het Koninklijke Entrepot en de havendokken. Via de Rijnpoort (en de huidige Rotterdamstraat) was het station met het toenmalige station Borgerhout (nu Antwerpen-Centraal) en zo verder met spoorlijn 25 verbonden. Met de voltooiing van het Rijnspoor (naar Keulen via Mechelen-Leuven-Luik-Aken) op 13 oktober 1843 lag het station aan het begin van de IJzeren Rijn, een belangrijke internationale goederencorridor tussen de Antwerpse haven en het Ruhrgebied, wat het internationale belang van de haven deed toenemen en ten grondslag lag aan de belangrijke Duitse gemeenschap in het 19de-eeuwse Antwerpen. 
Toen in 1854 station Borgerhout van naam veranderde in Antwerpen-Ooststation (Anvers-Gare-de-l'Est) werd de naam van het eindstation eerst in Antwerpen-Hoofdstation (Anvers-Gare-Principale) veranderd en daarna, naar zijn ligging tussen het Willemdok en de Koninklijke Stapelplaatsen (op de latere Entrepotkaai), in station Antwerpen-Dokken-en-Stapelplaatsen (Anvers-Bassins-et-Entrepots) zoals het tot de sloop in 2008 nog heette. Het station werd in 1854 via het latere station Antwerpen-Dam ook met spoorlijn 12 verbonden.
In 1873 werd de rechtstreekse verbinding met het toenmalige station Antwerpen-Oost verbroken en werd een nieuw stationsgebouw voor goederen met opschrift Goederenstation Antwerpen Dokken en Stapelplaatsen en jaartal MDCCCLXXIII aan de oostkant van de Noorderplaats geopend dat via het oostelijk ringspoor omheen de stad te bereiken was.
In 1877 werd het station via de Scheldekaaien en het station Antwerpen-Waas met het nieuwe station Antwerpen-Zuid verbonden.
In 1990 werd het gedeelte aan de Koninklijke Stapelplaatsen aan de Entrepotkaai afgebroken.
In 2000 werd het goederenstation samen met de goederenafdeling van het station Antwerpen-Dam gesloten en in 2001 werden de sporen tussen de beide stations opgebroken. Het wordt nu als onderdeel van het park "Spoor Noord" ingericht.

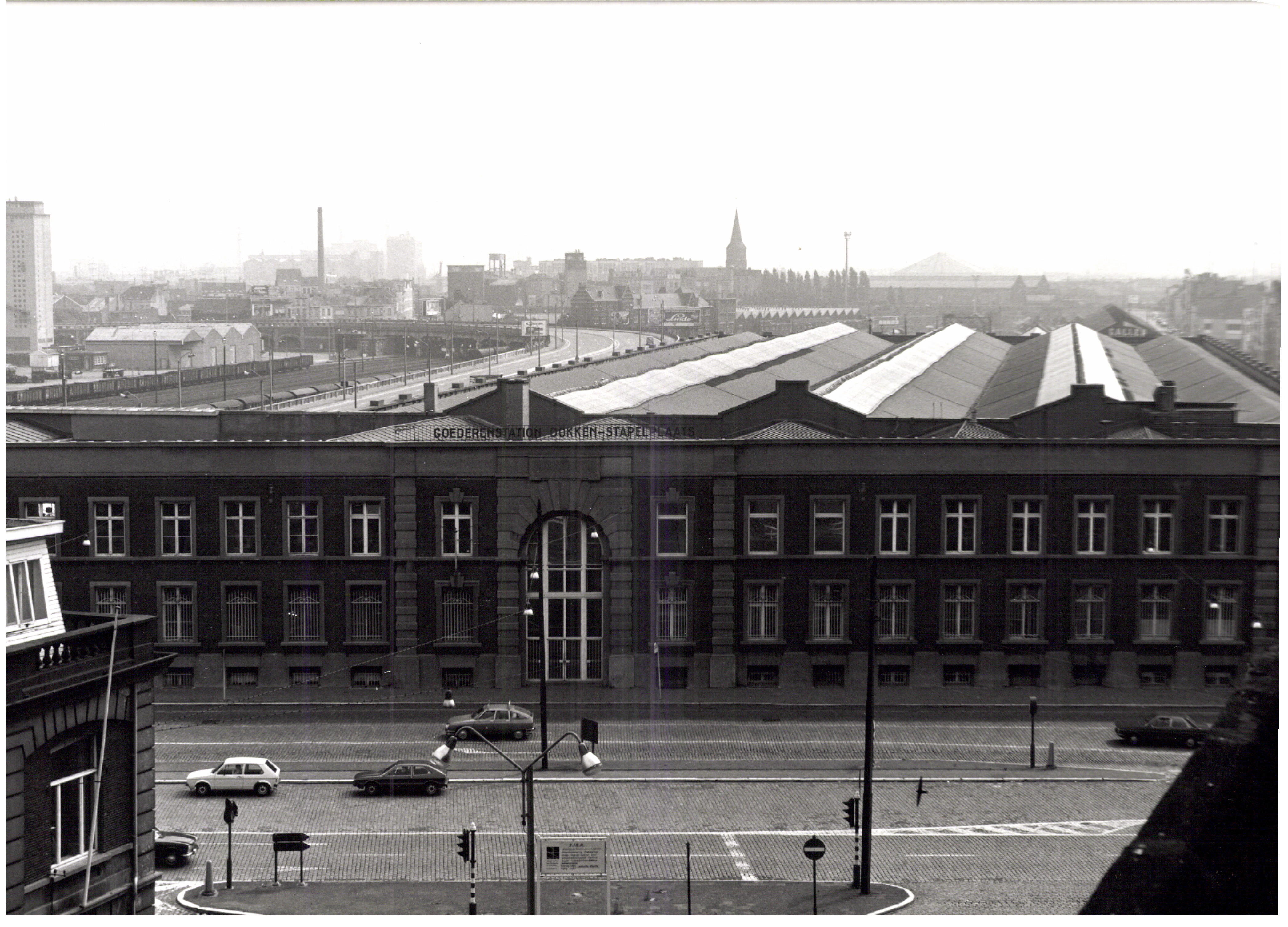
Station Antwerpen Dokken en Stapelplaatsen

Vanaf januari 2007 werd de vijfbeukige loods, met de karakteristieke beeldbepalende muur langs de Ellermanstraat, afgebroken in het kader van het plan van de Hogeschool Antwerpen om er een nieuwe campus te bouwen, die tegen 2013 zou openen.
Begin april 2008 werd met de sloop van het frontgebouw aan de Noorderplaats begonnen om er een fietsbrug over de leien te plaatsen. Zo ging met dit "Noorderstation" het laatste stukje erfgoed aan de Noorderplaats verloren. Op 12 augustus 2008 stond enkel nog een deel van de voorgevel (poort met inschrift MDCCCLXXIII) nog recht. Op dinsdag 30 september werd de laatste rechtopstaande muur (5 raamopeningen gelijkvloers en 3 ramen op het 1ste verdiep) gesloopt en op donderdag 9 oktober 2008 moesten de laatste bovengrondse keldermuren eraan geloven.
In augustus 2012 werd de plaats van het voormalige gebouw aan de Noorderplaats uitgegraven om de funderingen van de Artesis Campus Spoor Noord te kunnen aanleggen.
Antwerpen-Berchem · Antwerpen-Centraal · Antwerpen-Dam · Antwerpen-Dokken en -Stapelplaatsen · Antwerpen-Harwich · Antwerpen-Haven · Antwerpen-Kiel · Antwerpen-Linkeroever · Antwerpen-Luchtbal · Antwerpen-Noord · Antwerpen-Noorderdokken · Antwerpen-Oost · Antwerpen-Schijnpoort · Antwerpen-Waas · Antwerpen-Zuid · Borgerhout · Ekeren · Ekeren-Brug · Fort 6 · Fort 7 · Fort 8 · Hoboken-Kapelstraat · Hoboken-Polder · Leugenberg · Merksem · Molenveld · Sint-Mariaburg · Wilrijk